# Gymnetina alboscripta
Gymnetina alboscripta är en skalbaggsart som beskrevs av Oliver Erichson Janson 1878. Gymnetina alboscripta ingår i släktet Gymnetina och familjen Cetoniidae. Inga underarter finns listade i Catalogue of Life.